# Comuna Romaniv, Peremîșleanî
Romaniv (în ucraineană Романів) este o comună în raionul Peremîșleanî, regiunea Liov, Ucraina, formată din satele Pidearkiv, Pidhorodîșce, Romaniv (reședința) și Selîska.

## Demografie
Componența lingvistică a comunei Romaniv
     Ucraineană (99,96%)
     Alte limbi (0,04%)
Conform recensământului din 2001, majoritatea populației comunei Romaniv era vorbitoare de ucraineană (99,96%), existând în minoritate și vorbitori de alte limbi.